# Stratégie pour les Balkans occidentaux

Pays membres de l'Union européenne
Pays candidats reconnus
Pays candidats déclarés
Anciens pays membres
Pays ayant annulé leur candidature et membres de l'Association européenne de libre-échange

La stratégie pour les Balkans occidentaux (également appelée perspective d'élargissement crédible et engagement de l'Union européenne renforcé pour les Balkans occidentaux) est une politique menée par l'UE avec ses partenaires et candidats à l'adhésion dans la région ouest de la péninsule des Balkans. Annoncée par le président de la Commission européenne Jean-Claude Juncker dans son discours sur l'état de l’Union de 2017, cette politique rapproche les objectifs de la stratégie globale pour la PSDC et la politique d'élargissement propre aux États de cette région.

## Historique
En 1999, l'Union européenne lance le processus de stabilisation et d'association (PSA) afin de renforcer son rôle dans la région et d'accompagner dans la durée la reconstruction et le développement des pays suite aux affrontements en ex-Yougoslavie. Cette démarche s'accompagne au niveau international par le Pacte de stabilité pour l'Europe du Sud-Est, soutenu par l'UE, l'OTAN, l'OSCE, le FMI, la Banque mondiale et les grands acteurs internationaux. Depuis, chaque année est organisé un sommet UE-Balkans ; le premier s'est tenu à Zagreb en novembre 2000 et en 2003, le Conseil européen de Thessalonique a réaffirmé que tous les pays relevant du PSA étaient des candidats potentiels à l'adhésion.
En 2018, ce sous-ensemble régional est composé de cinq des six États candidats (Albanie, Bosnie-Herzégovine, Macédoine, Monténégro et Serbie) et du Kosovo qui n'a qu'un statut de candidat potentiel. Chacun de ces États a signé un accord de stabilisation et d'association avec l'UE afin de faciliter leur rapprochement avec les standards de l'UE (critères de Copenhague et à terme acquis communautaire)
Afin de soutenir et de redynamiser les efforts des pays candidats à répondre aux critères d'adhésion, la Commission européenne, par la voix de son président, adopte fin 2017 une stratégie mettant l'accent sur les priorités et les domaines de coopération commune renforcée. La stratégie détaillée par Jean-Claude Juncker lors de son discours sur l'état de l'Union prononcé en septembre 2017 et préparée en amont par la Commission et le SEAE comprend un plan d'action axé sur six initiatives relatives à la stratégie de l'UE dans les Balkans avec un accroissement du budget alloué aux instruments de préadhésion et aux initiatives régionales.
Selon les mots du président de la Commission européenne : « Si nous voulons plus de stabilité dans notre voisinage, nous devons offrir des perspectives crédibles aux pays des Balkans occidentaux » ; il a également ajouté qu'« il n'y aura pas d'autres adhésions durant le mandat de cette Commission » (2014-2019). Au-delà de cette politique régionale, l'UE s'engage également aux côtés des États membres et de ses partenaires pour résoudre des problématiques locales telles que le débat autour du nom de la Macédoine ou le différend sur le tracé de la frontière entre le Kosovo et la Serbie.

### Spécificités de la région

Entités territoriales à l'éclatement de la Yougoslavie en 1991.

Répartition ethnique des populations dans les Balkans occidentaux en 2008.

Avec la redéfinition des frontières et les mouvements forcés de populations qui suivent les conflits interethniques des années 90 dans l'ex-Yougoslavie, les Balkans occidentaux sont fortement divisés et des tensions profondes subsistent. Les accords de Dayton mettent un terme à la guerre en Bosnie (1995) en séparant le pays en deux régions distinctes et en créant un gouvernement fédéral géré par une présidence collective tripartite et supervisée par un Haut représentant international. Les accords prévoient également l'intervention d'une force d'interposition de l'OTAN (l'IFOR) qui sera remplacée par la force de l’Union européenne Althea à partir de 2004. Le Kosovo devient indépendant en 2008 au prix d'un exode massif des populations albanaises et serbes et là aussi, une force otanienne est mise en place (la KFOR) et appuyée par une mission d'administration remplacée par la mission civile de l'Union européenne EULEX Kosovo.
Depuis la chute de la Yougoslavie et la fin du régime communiste, le développement économique des Balkans accuse un retard sensible par rapport aux autres régions de l'Europe de l'est ; par exemple, en 1990, le PIB de la Macédoine était trois fois inférieur à celui de la Slovénie ; en 2003, il lui est cinquante fois inférieur. Ce retard de développement entraine une expansion du marché noir et des activités illégales dans la région.
L'évolution démographique dans les Balkans est également spécifique ; le nombre d'habitants est en diminution et ce, pour deux raisons principales : le taux de fécondité est inférieur à 1 enfant par femme (contre 1,4 en moyenne en Europe - soit bien moins que le taux de renouvellement des générations de 2,1) et avec les écarts de revenus et de développement importants par rapport au reste de l'Europe, un exode massif (notamment des jeunes) a lieu ; la Macédoine aurait perdu en vingt-cinq ans près d'un quart de sa population ; la Serbie a perdu 160 000 personnes entre 2002 et de 2011 et l'Office national des statistiques serbe estime que le pays pourrait compter moins de 6 millions d'habitants en 2030. contre 7,7 en 2016. La Bosnie-Herzégovine est également fortement touchée par le phénomène : le nombre de départs est estimé à 170 000 ces cinq dernières années.
Pour Federica Mogherini, haute représentante : « Les Balkans occidentaux font partie de l'Europe : nous partageons la même histoire, la même géographie, le même patrimoine culturel, ainsi que les mêmes possibilités et les mêmes défis aujourd'hui et à l'avenir […] Cette stratégie montre la voie que nous devons suivre : pour l'ensemble de nos six partenaires, vaincre une fois pour toutes le passé et, pour nous tous, faire du processus rapprochant les Balkans occidentaux de l'Union européenne un processus irréversible et continuer à réunifier le continent ».

## Relations entre l'UE et les Balkans occidentaux
En 2023, l'UE est le principal investisseur et partenaire commercial des Balkans occidentaux, représentant 58% des investissements directs à l'étranger de la région et presque 70% de son commercer extérieur.

### Objectifs
À travers six initiatives principales, cette stratégie vise à soutenir la transformation des Balkans occidentaux afin que les pays concernés satisfassent aux valeurs de l'Union européenne et à plus long terme, qu'il soit en mesure d'atteindre les critères de convergence ; ainsi les objectifs sont de renforcer :
- L'état de droit : avec des plans d'action individuels et détaillés concernant la mise en conformité avec les normes de l'UE et un suivi particulier pour les pays candidats ; notamment par le déploiement de nouvelles missions de conseil.
- La sécurité et le contrôle des migrations : avec une coopération renforcée dans la lutte contre le crime organisé, le terrorisme ou encore le renfoncement du contrôle des frontières et de la gestion des migrants et une coopération accrue avec l'agence Frontex.
- Le développement socio-économique : il comprend un ensemble de mécanismes destinés à faciliter le financement des PME, la recherche et l'innovation. L'UE soutient aussi les programmes de réformes économiques mettant l'accent sur l'emploi, les réformes sociales, l'éducation et la santé. Les crédits disponibles dans le cadre d'Erasmus+ seront doublés[15].
- La connectivité en matière de transport et d'énergie : notamment afin de sécuriser les approvisionnements de et vers les Balkans. L'Union de l'énergie devrait être étendu aux Balkans occidentaux[15].
- La stratégie numérique : elle porte sur des domaines concrets tels que réduire les coûts d'itinérance, soutenir le déploiement du haut débit, développer les services publics en ligne, etc. ;
- La réconciliation régionale et les relations de bon voisinage : elle vise à améliorer la coopération dans les domaines de la justice, de l'éducation, de la culture, de la jeunesse et des sports afin que le passé tumultueux de la région puisse être apaisé.

La stratégie expose également les mesures qui doivent être prises par le Monténégro et la Serbie pour compléter leurs processus d'adhésion avec l'objectif de remplir les critères de Copenhague d'ici à 2025.

### Moyens
Le Parlement européen est chargé de la gestion du budget alloué à cette politique ; pour la seule année 2018, le financement des instruments de préadhésion est porté à 1,07 milliard d'euros pour la région des Balkans occidentaux et devrait augmenter jusqu’en 2020 ; sur la période 2007-2017, il était d'environ 9 milliards d'euros. Ces instruments sont constitués de moyens financiers, techniques et humains destinés à amener les pays accompagnés à se rapprocher des standards des États membres ; le principal programme est l'IAP II qui constitue la base financière de la nouvelle Stratégie ; pour la période 2014-2020, il a été voté un budget de 11,7 milliards d'euros sur ce seul instrument de préadhésion qui est piloté en tenant compte des objectifs des institutions européennes et des rapports de suivi établis par la Commission européenne.
Le contrôle de l’emploi des aides est réalisé par la commission des affaires étrangères du Parlement européen qui nomme des rapporteurs permanents pour tous les pays candidats et candidats potentiels ; le Parlement exprime ses positions qui sont retranscrites dans des rapports annuels sur chacun des pays.
La Commission européenne note également que l'Union est le premier investisseur et partenaire commercial dans la région, avec un volume annuel total d'échanges s'élevant à 43 milliards d'euros (2016). Dans le cadre du Plan économique et d'investissement pour les Balkans occidentaux, l'UE soutient le développement socio-économique de la région afin de rapprocher le niveau de développement de celui de l'UE. Depuis son lancement, l'UE a approuvé un financement de 5,4 milliards d'euros en subventions et devrait mobiliser 17,2 milliards d'euros en investissements globaux. Cela comprend le financement de 68 projets phares au titre du Cadre d'investissement pour les Balkans occidentaux (WBIF).

### Processus de Brdo-Brijuni et de Berlin
Le Processus de Brdo-Brijuni est une initiative diplomatique lancée par la Croatie et la Slovénie en 2013 en vue de collaborer à la stabilisation la région et d'accélérer les processus d'adhésion dans l'Union européenne des pays de la région des Balkans occidentaux.
Le Processus de Berlin est lancé par l'Allemagne en 2014 avec quelques autres pays de l'UE et l'ensemble des États des Balkans occidentaux ; bien qu'il ne soit pas supervisé directement par les instances européennes, certains des objectifs sont similaires (coopération régionale et développement des infrastructures et de l'économie de la région principalement) et les financements sont apportés par des organismes européens et extérieurs (Banque européenne pour la reconstruction et le développement (BERD) et Banque européenne d'investissement (BEI)).

## Sources